# Крашчи
Крашчи (словен. Krašči, мађ. Lendvakirályfa) је насељено место у општини Цанкова, Помурска регија, Словенија.

## Историја
До територијалне реорганизације у Словенији био је у саставу старе општине Мурска Собота.

## Становништво
У попису становништва из 2011. године, Крашчи је имао 265 становника.
| Број становника према пописима | Број становника према пописима | Број становника према пописима |
| ------------------------------ | ------------------------------ | ------------------------------ |
| 1991                           | 2002                           | 2011                           |
| 295                            | 276                            | 265                            |